# Leucania polysticha
Leucania polysticha är en fjärilsart som beskrevs av Turner 1902. Leucania polysticha ingår i släktet Leucania och familjen nattflyn. Inga underarter finns listade i Catalogue of Life.